# Чімія (футбольний клуб)
Спортивний клуб «Чімія» Римніку-Вилча (рум. Clubul Sportiv Chimia Râmnicu Vâlcea) — колишній румунський футбольний клуб з Римніку-Вилчі, що існував у 1946—2004 роках.

## Досягнення
- Ліга II
  - Чемпіон: 1973–74, 1977–78
- Ліга III
  - Чемпіон: 1970–71
  - Фіналіст: 1956, 1957–58
- Кубок Румунії
  - Володар: 1972–73.